# 尚特雷讷河
尚特雷讷河（法語：Chantereine，法語發音：[ʃɑ̃tʁɛn]）是法国法蘭西島大區塞纳-马恩省的河流，长7.4千米。